# Classe Vulcain
La classe Vulcain è una serie di cacciamine di tipo BBPD della Marine nationale; i bâtiments-bases de plongeurs démineurs sono delle navi base dalle quali operano dei sommozzatori sminatori. Essi sono stati costruiti tra il 1985 e il 1987 dai cantieri navali Constructions mécaniques de Normandie e Chantiers et ateliers de la Perrière.

## Caratteristiche
Le tre navi Vulcain, Pluton e Styx sono della piattaforme dalle quali operani dei gruppi di sommozzatori sminatori. L'Acheron è invece una piattaforma per la sperimentazione e lo sviluppo di nuovi materiali per l'immersione subacquea; essa è anche utilizzata dalla scuola di subacquea di Saint-Mandrier-sur-Mer per la formazione dei sommozzatori di bordo, dei sommozzatori sminatori e dei sommozzatori da combattimento.
Queste navi sono concepite per assicurare il sostegno dei sommozzatori sminatori che operano in immersione autonoma fino ad 80 metri di profondità. Esse dispongono principalmente di una camera di decompressione biposto, di una stazione di aria compressa ad alta pressione per il gonfiaggio delle bombole e di una gru idraulica telescopica per la messa in acqua di imbarcazioni o lo spostamento di carichi pesanti (capacità: 5 tonnellate a 6 metri o 3,5 tonnellate a 10 metri).

## Unità
| Nome           | Impostazione      | Varo             | Ingresso in servizio | Base navale |
| -------------- | ----------------- | ---------------- | -------------------- | ----------- |
| Vulcain (M611) | 15 maggio 1985    | 17 gennaio 1986  | 11 ottobre 1986      | Cherbourg   |
| Pluton (M622)  | 25 settembre 1985 | 15 aprile 1986   | 12 dicembre 1986     | Tolone      |
| Achéron (A613) | 5 febbraio 1986   | 19 novembre 1986 | 21 aprile 1987       | Tolone      |
| Styx (M614)    | 16 aprile 1986    | 3 marzo 1987     | 22 luglio 1987       | Brest       |